# Bryolymnia poasia
Bryolymnia poasia är en fjärilsart som beskrevs av William Schaus 1911. Bryolymnia poasia ingår i släktet Bryolymnia och familjen nattflyn. Inga underarter finns listade i Catalogue of Life.

## Bildgalleri

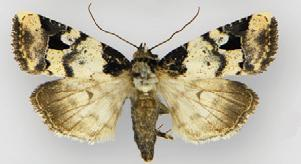
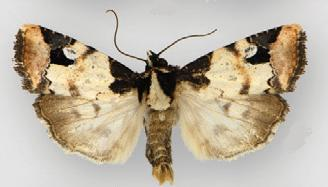